# Aketza Peña
Aketza Peña Iza (født 4. marts 1981) er en spansk tidligere professionel cykelrytter, som cyklede for det professionelle cykelhold Euskaltel-Euskadi.